# Redbourn
Redbourn – wieś w Anglii, w hrabstwie Hertfordshire, w dystrykcie St Albans. Leży 22 km na zachód od miasta Hertford i 38 km na północny zachód od centrum Londynu. Miejscowość liczy 6000 mieszkańców.